# Beilicat d'Erzincan
El beilicat d'Erzincan fou un beilicat de l'Anatòlia Oriental, Turquia en els segles XIV i principis del segle xv.

## Rerefons
Després de la batalla del Kösedağ en 1243, els mongols il-khànides esdevingueren de facto els governants d'Anatòlia. No obstant això, després de la desintegració dels il-khànides, els antics generals i buròcrates dels il-khànides així com les tribus que es trobaven sota el jou il-khànida declararen la seva independència. El beilicat d'Erzincan fou un d'ells.

## Sorgiment del beilicat
Erzincan era una ciutat fronterera oriental del beilicat d'Eretna. Pir Hüseyin, el governador de la ciutat, va morir el 1379 i un tal Mutaharten (també conegut com a Trata o Tahirten) va ocupar el seu lloc. El seu origen és obscur, però probablement els seus ancestres eren uigurs i ell mateix era parent del bei d'Eretna.(els uigurs treballaven com a buròcrates en els estats mongols.) Després de l'interregne dels erètnides en 1380, es va declarar independent. Tanmateix, després que Burhan al-Din es proclamés a si mateix governant de l'antic territori erètnida en 1381, Mutaherten es veia en una difícil situació, perquè tots els seus veïns, és a dir, els dominis de Burhan al-Din, Imperi de Trebisonda, Regne de Geòrgia, Sultanat d'Aq Qoyunlu. (turcmans de l'ovella blanca), etc. eren més poderosos que el seu petit principat. Així doncs va adoptar una política d'intrigues per protegir la seva independència.

## Darrers anys de Mutaherten
Burhan al-Din va morir el 1398. Però el sultà otomà Baiazet I s'annexionà l'antic territori erètnida al seu reialme i començà a amenanaçar el beilicat d'Eretna. La invasió d'Anatòlia per part de Tamerlà a principis del segle xv fou un breu període d'alleujament per a Mutaherten, que va acceptar fàcilment la suzerania de Tamerlà. Però poc després de la batalla d'Ankara en 1402, un victoriós Tamerlà deixà Anatòlia. L'any següent, Mutaherten moria.

## Darrers anys del beilicat
Després de la seva mort, el beilicat deixà de tenir cap mena de rol en els afers d'Anatòlia. Segons Clavijo, un enviat espanyol davant Tamerlà, el nebot de Mutaherten, de nom Ali, tractà de succeir-li, però el fill de Mutaherten (del qual no se sap el nom) fou capaç d'ascendir al tron. En 1410, Şeyh Hasan, net de Mutaherten, era el governant de la ciutat. Perìo Qara Yússuf, sultà dels Qara Qoyunlu, capturà Erzincan i posà fi a l'existència del beilicat.